# Pałac w Goszczu
Pałac w Goszczu – zabytkowy pałac w Goszczu – wsi w Polsce w województwie dolnośląskim, w powiecie oleśnickim, w gminie Twardogóra na wysokości 150 m n.p.m. ok. 50 km na północny wschód od Wrocławia i ok. 40 km na południowy zachód od Ostrowa Wielkopolskiego.

## Historia
Pałac von Reichenbachów (ruina), pierwszy pałac w Goszczu wybudowano w l. 1730–1740 na miejscu XII-wiecznego zamku. Strawił go jednak ogromny pożar w 1749 r. W latach 1749–1755 powstał nowy pałac wg projektu śląskiego architekta epoki baroku, Karla Martina Frantza. Całość zespołu dworsko-pałacowego zgrupowano wkoło prostokątnego dziedzińca, którego oś główną stanowił budynek pałacu. Prowadziły do niego trzy bramy wjazdowe. Do stycznia 1945 r. obiekt ten należał do rodziny Reichenbachów, potem zajęły go wojska radzieckie, a następnie oddano go w zarząd miejscowej administracji. W wigilię Bożego Narodzenia 1947 r. wybuchł pożar w pałacu. Pomimo akcji jednostek straży pożarnej pałac doszczętnie spłonął i nigdy nie został odbudowany. W 2013 roku władze gminy Twardogóra wyremontowały część budynków z zachodniej strony kompleksu, oficynę I, dom służby pałacowej I i łączący je budynek.

## Opis
Piętrowy pałac dawniej pokryty czterospadowym dachem mansardowym z lukarnami. Od frontu ryzalit z czterema pilastrami, zwieńczony balustradą z czterema rzeźbami. Nad głównym wejściem balkon z wypustem z kamienną balustradą, podtrzymywany przez osiem kolumn jońskich. Nad półkoliście zakończonymi oknami na pierwszym piętrze kartusz z herbami: Heinricha Leopolda von Reichenbach-Goschütz (1705-1775) (po lewej) i Amelii Marii Anny von Schönaich-Carolath (1718-1790) (po prawej).
Obiekt jest częścią zespołu pałacowego, w skład którego wchodzą jeszcze: 
- park;
- dwa budynki łącznikowe;
- dwie oficyny – dawne domy gościnne;
- oficyna mieszkalna;
- stajnia koni wyjazdowych;
- maneż;
- dom ogrodnika;
- budynek bramny, obecnie dom nr 63 z XVIII/XIX w.;
- dwa domy służby pałacowej z 1760 r.

## Galeria

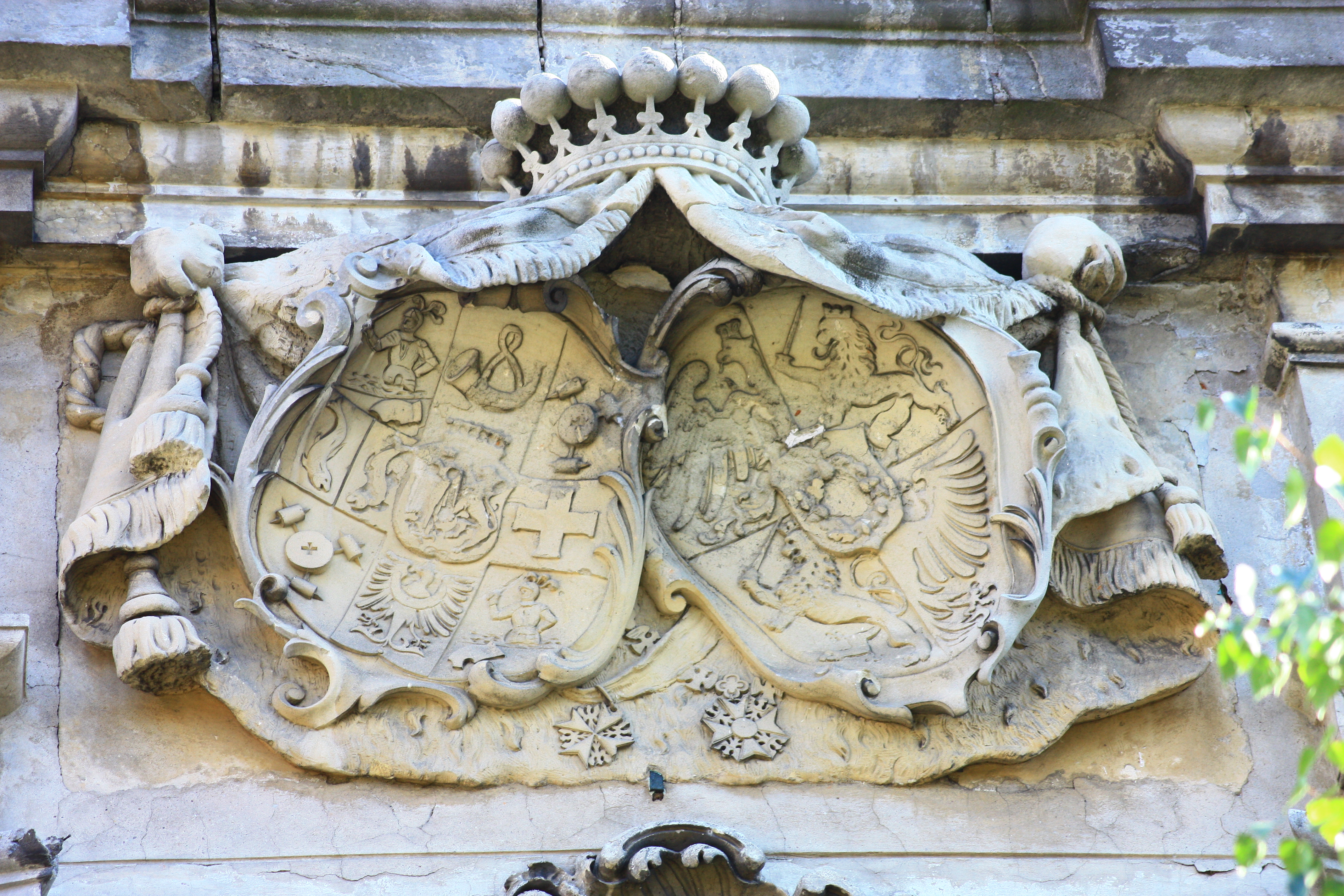
Kartusz z herbami Reichenbach, Schönaich
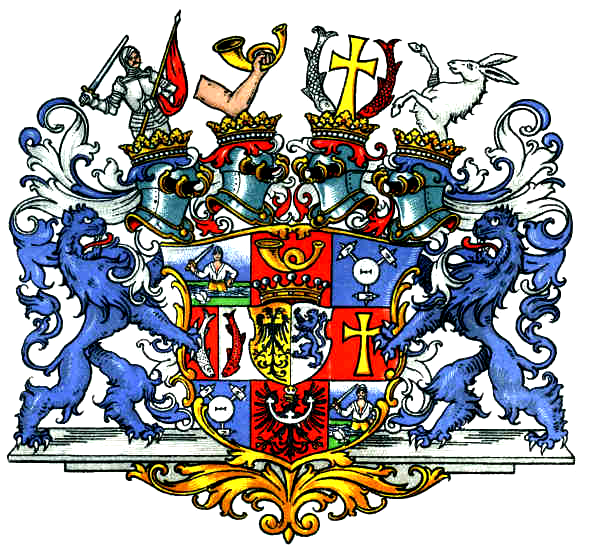
Herb Heinricha von Reichenbach-Goschütz
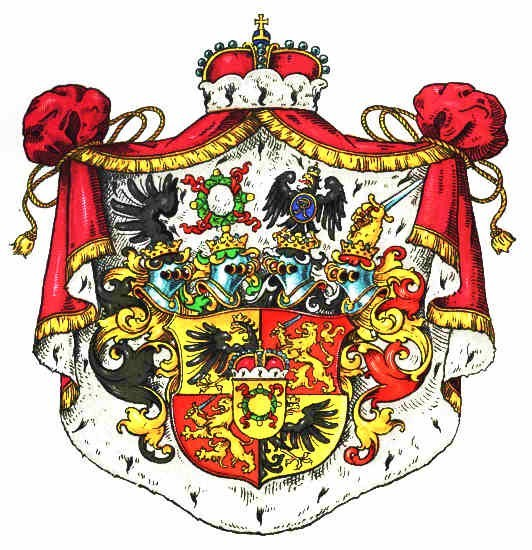
Herb Amelii von Schönaich-Carolath
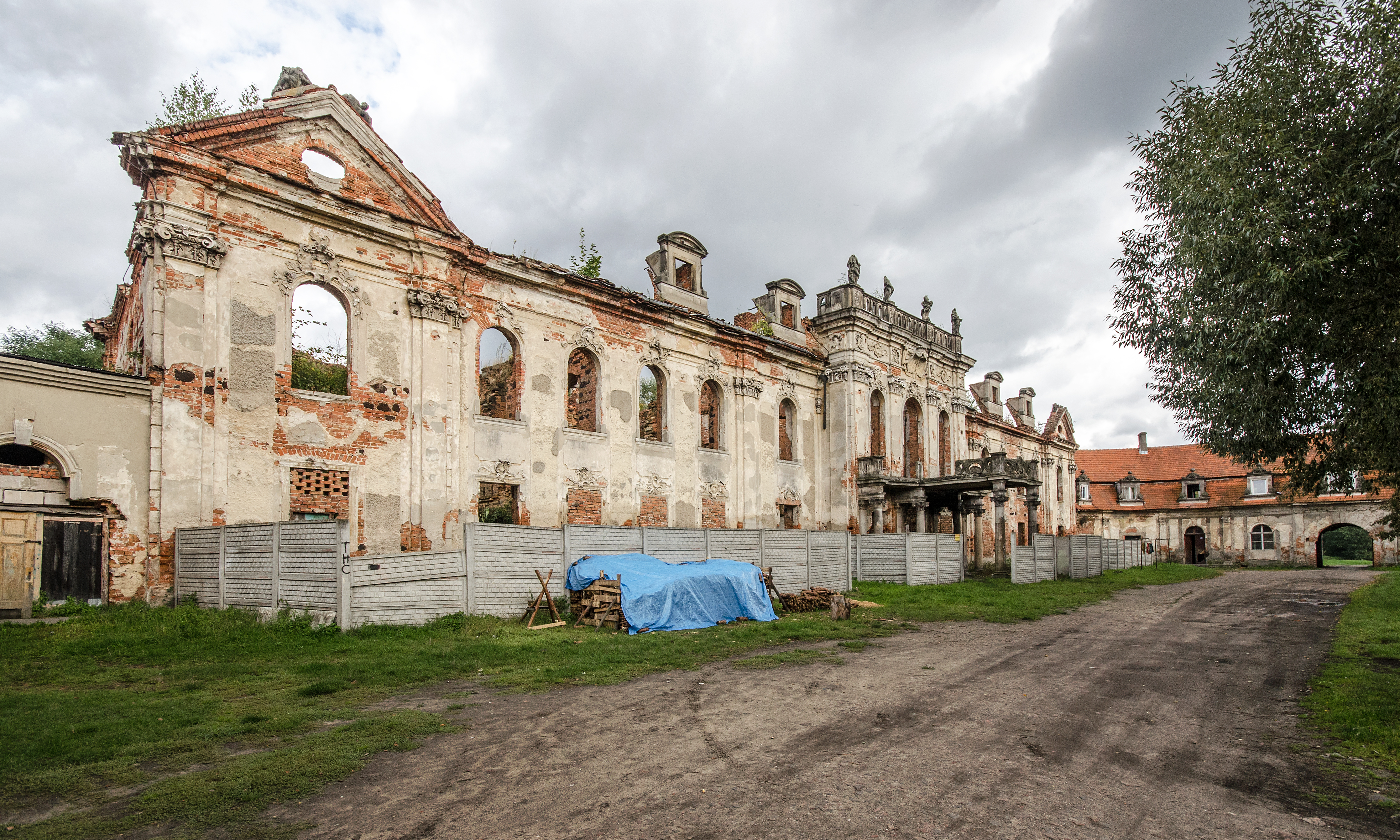
Pałac
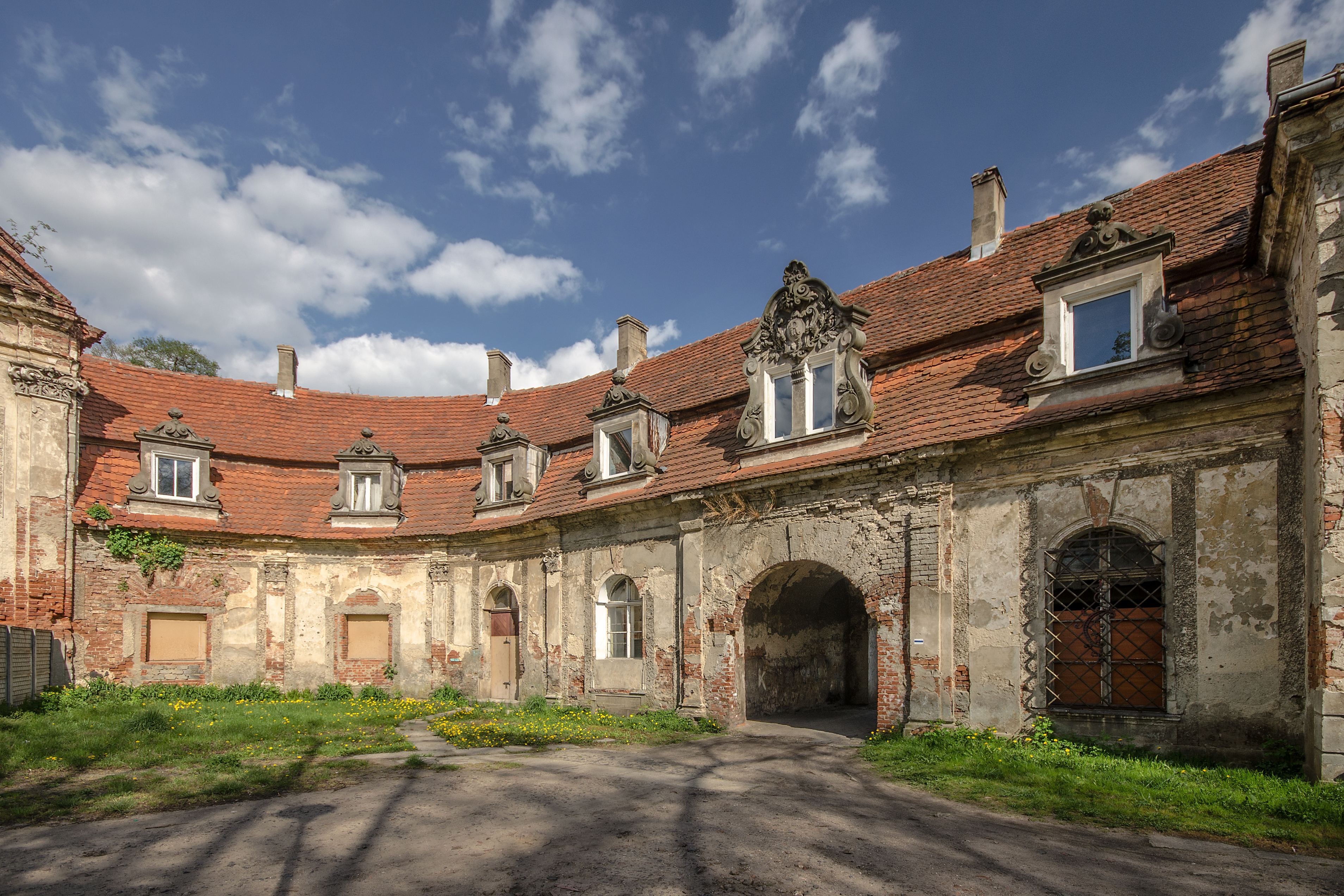
Budynek łącznikowy II wschodni
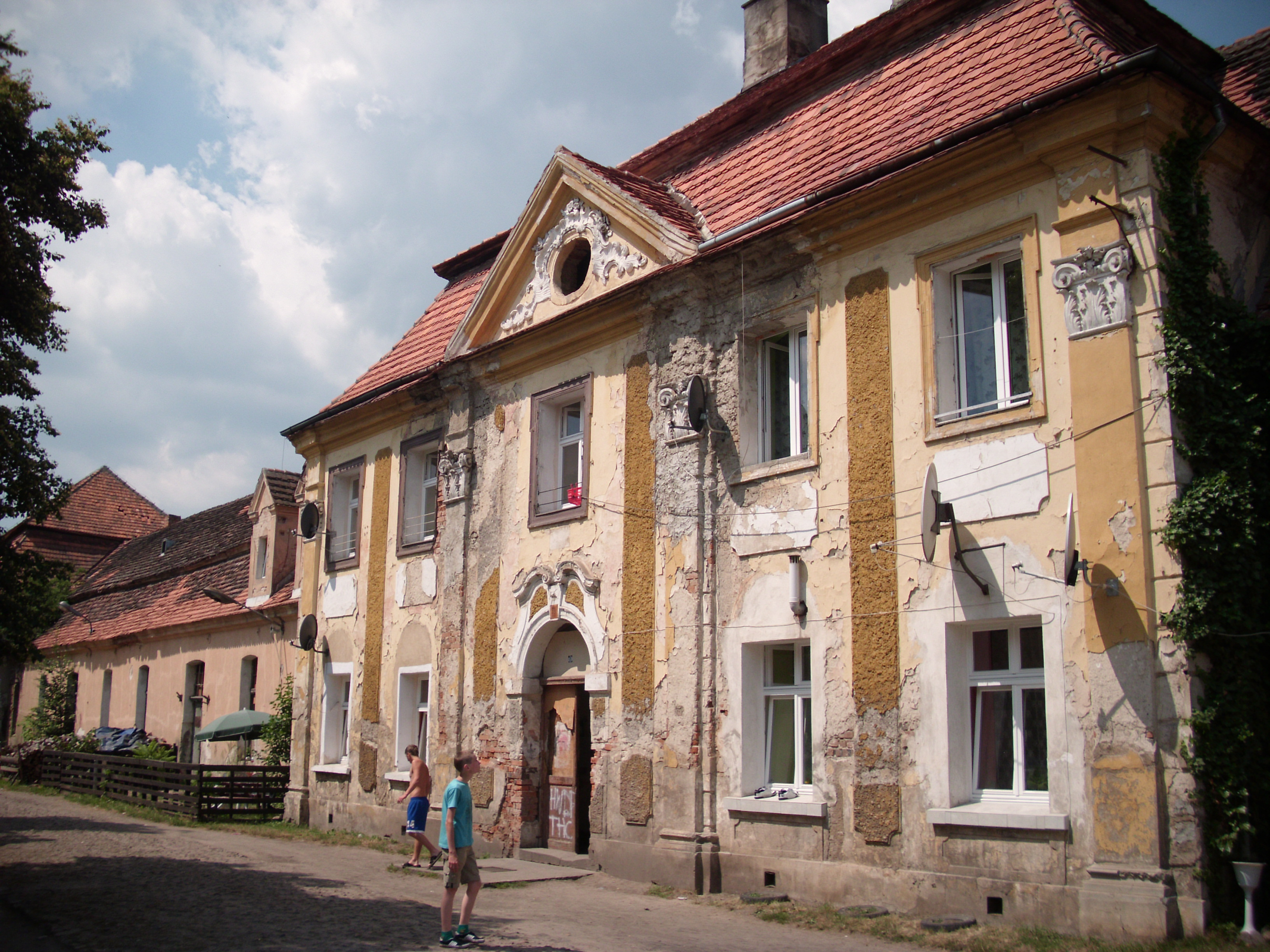
Oficyna I (d. dom gościnny, na zach.)
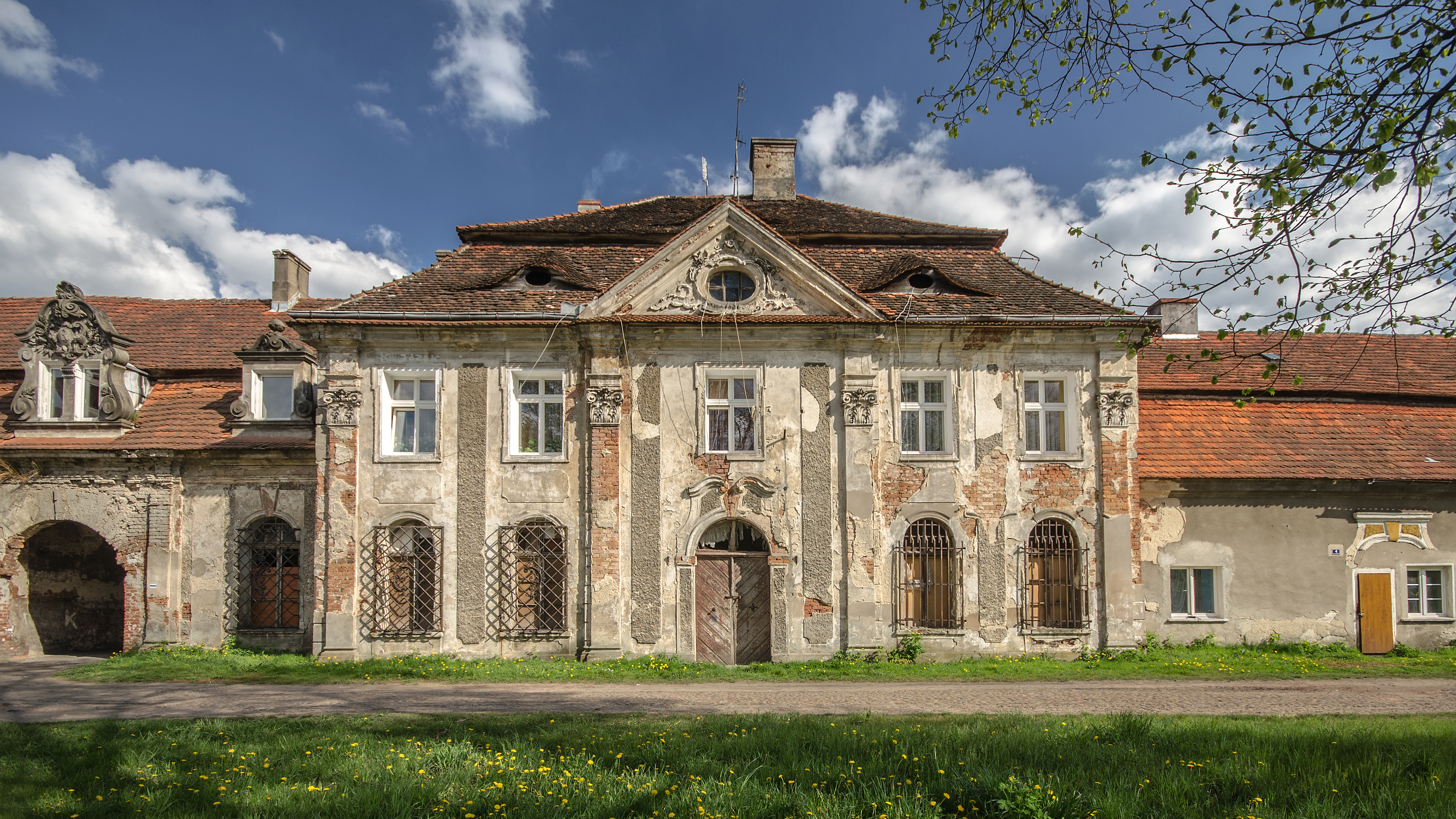
Oficyna II (d. dom gościnny, na wsch.)
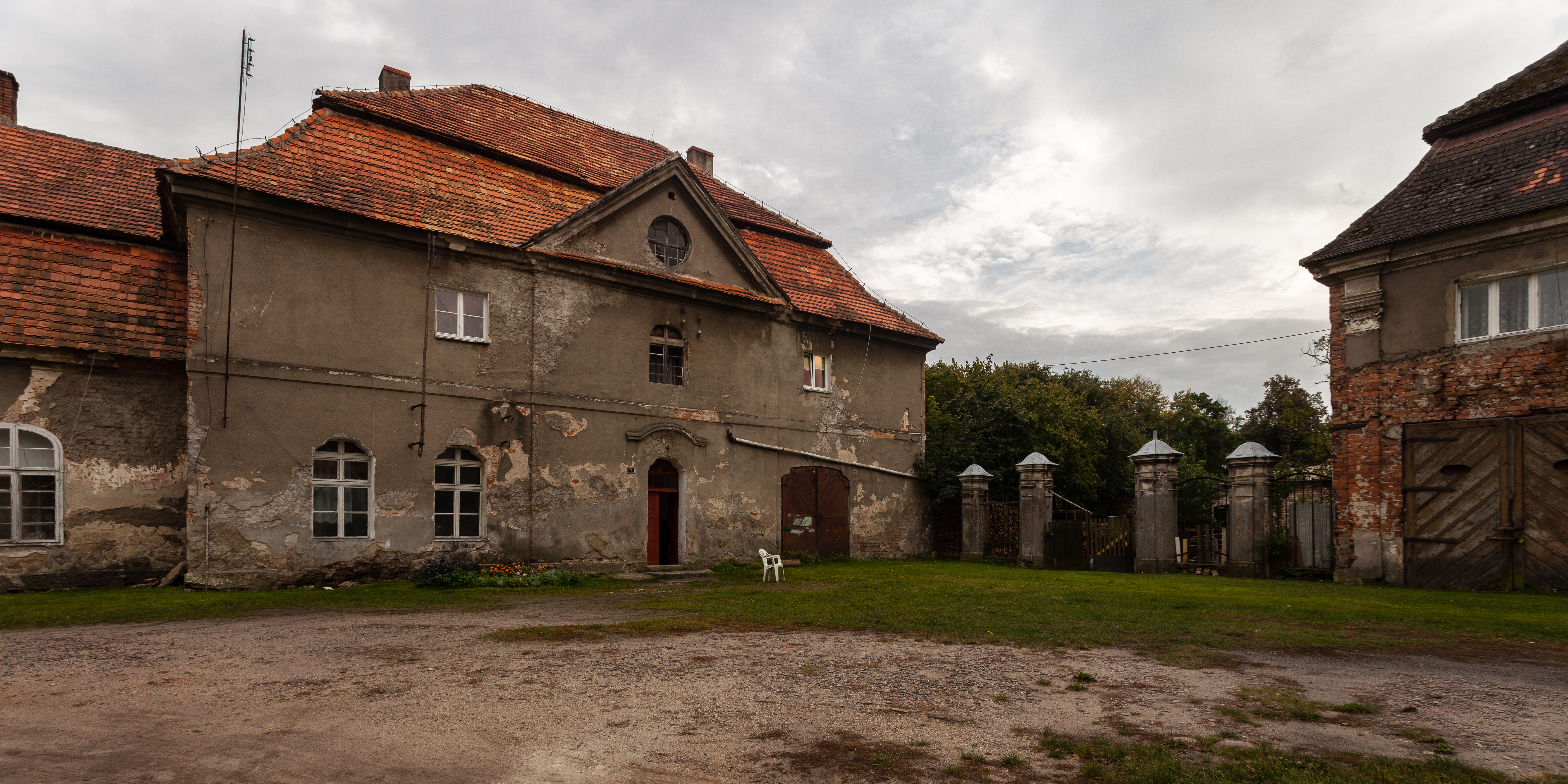
Dom ogrodnika
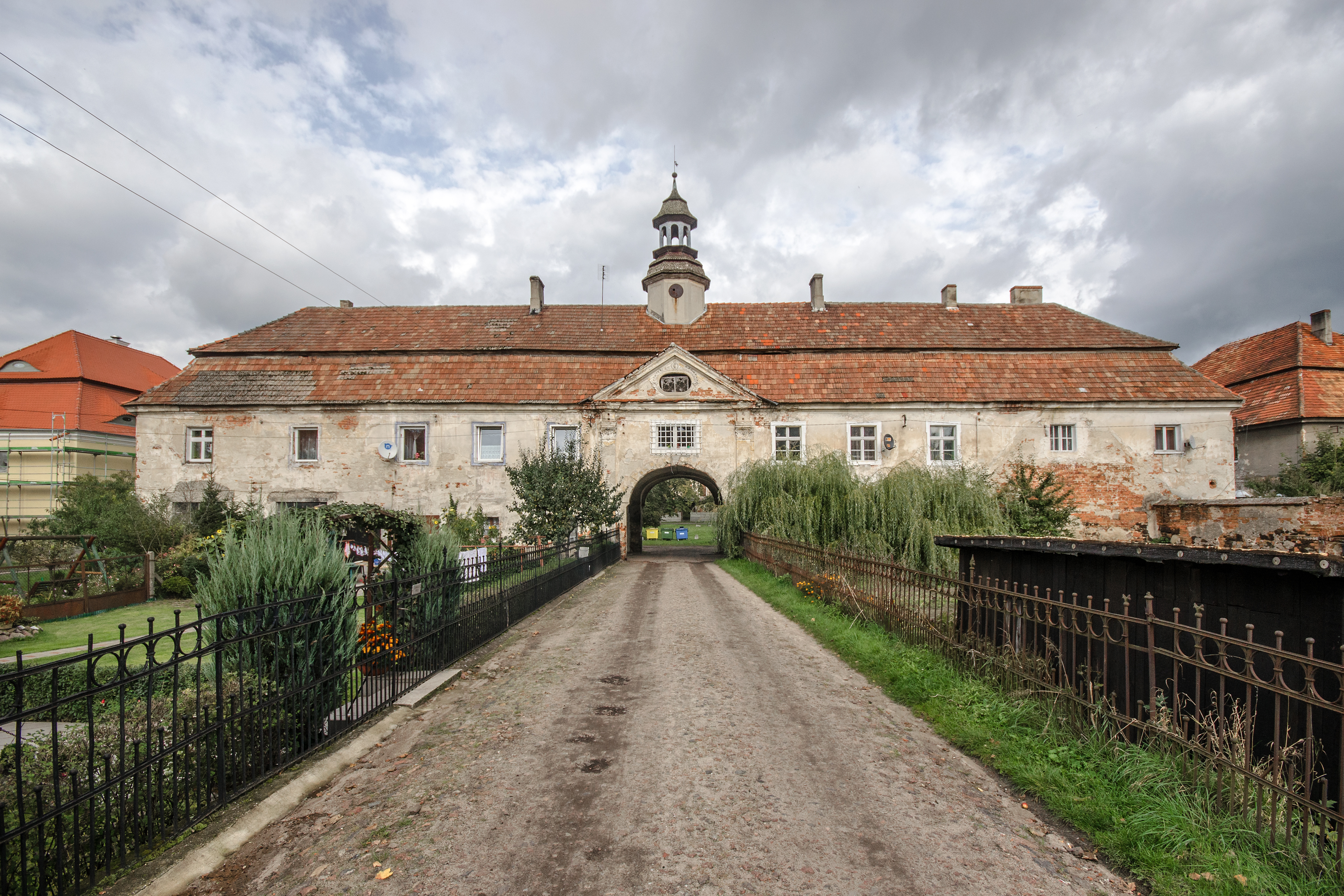
Budynek bramny
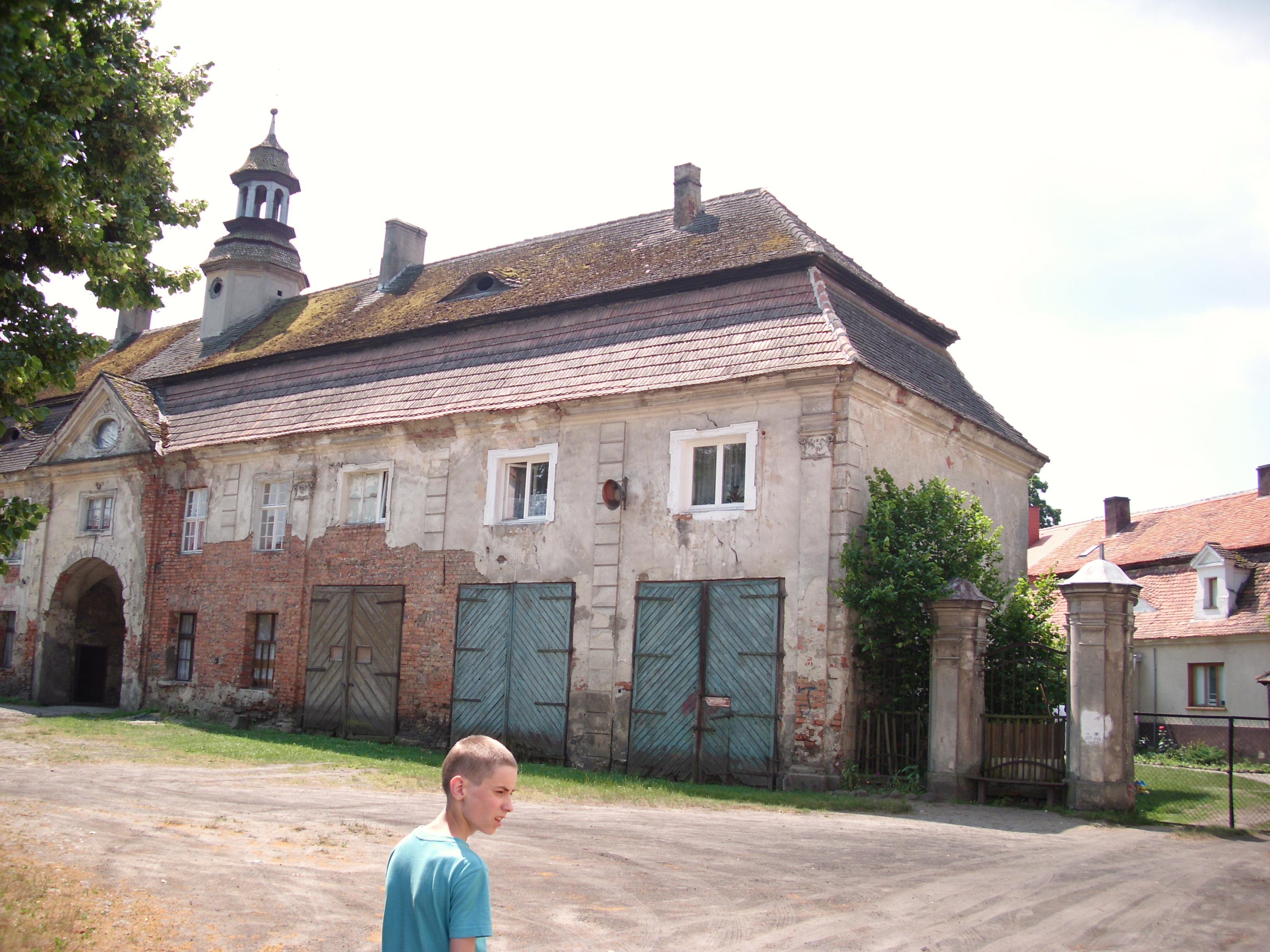
Budynek bramny - wozownia